# Romeo + Julie
Romeo + Julie (org.: Romeo + Juliet) er en amerikansk romantisk dramafilm fra 1996 instrueret af Baz Luhrmann. Hovedrollerne som Romeo og Julie spilles af Leonardo DiCaprio og Claire Danes. Dette er en moderniseret filmatisering af Shakespeares klassiske scenestykke. Handlingen er lavet om til at forgå i 1990'erne.
Filmen har en ny, anderledes og forfriskende fortolkning af den kendte og elskede William Shakespeare klassiker. En blændende revolutionær verden fuld af fantastiske elementer, der fremhæver og afslører fortællingen om de to berømte og evige elskere.
Filmen blev belønnet med tre BAFTA-priser og to priser ved Berlin International Film Festival. Den blev nomineret til en Oscar for "Best Art Direction-Set Decoration". Det kan også nævnes at Claire Danes blev tildelt en MTV Movie Award for sin rollepræstation i filmen.

## Handling
Vi befinder os i det fiktive Verona Beach. En by i krig, mellem familien Montague og Capulet. Capulet er de rigeste i byen, og har både politi og politikere i lommen, mens Montague mere regnes som at være en mafia. Men begge familier driver sorte virksomheder, og har en blodig og uforenelig kamp med hinanden. Romeo Montague (DiCaprio) er selv forvirret, og tilbringer mange dage på stranden alene med sine tanker. Han finder hele kampen meningsløs, siden ingen helt kan forklare ham hvad den startede med. Han er desuden også håbløst forelsket i Rosalinde, som ikke gengælder hans kærlighed. Han har, trods sit fredlige sind, alligevel sin store fjende i den livsfarlige Tybalt Capulet (Leguizamo). Da Romeo og hans slægtninge får at høre via tv at familien Capulet skal holde en stor fest, hvor Rosalinde deltager. Montague er selvfølgelig ikke invitert. De vælger så, at deltage for at Romeo kan få et glimt af Rosalinde.
Romeo ankommer til en ekstravagant fest med musik og vulgære personer. Han går ud på badet for, at komme lidt væk fra alt det kaos, og der møder han Capulet’s datter, Julie (Danes). De flirter med hinanden hele festen igennem, og bliver til sidst forelsket i hinanden. Men hendes familie har helt andre planer end at lade datteren forelske sig i fjenden. Resten af den tragiske historie burde være velkendt.

## Medvirkende
- Leonardo DiCaprio – Romeo Montague
- Claire Danes – Juliet Capulet
- John Leguizamo – Tybalt Capulet
- Harold Perrineau Jr. – Mercutio
- Pete Postlethwaite – Fader Laurence
- Paul Sorvino – Fulgencio Capulet
- Brian Dennehy – Ted Montague
- Vondie Curtis-Hall – Captain Prince
- Paul Rudd – Dave Paris
- Miriam Margolyes – Sygeplejersken
- Jesse Bradford – Balthasar
- M. Emmet Walsh – Apotekeren
- Zak Orth – Gregory
- Jamie Kennedy – Sampson
- Dash Mihok – Benvolio Montague
- Christina Pickles – Caroline Montague
- Diane Venora – Gloria Capulet

Leonardo DiCaprio var Luhrmann's første valg til at spille Romeo, mens castingen af Julie var en længere proces. Sarah Michelle Gellar fik oprindeligt tilbuddet rollen som Julie, men måtte afslå tilbuddet på grund af andre filmprojekter. Natalie Portman fik til slut rollen og rejste endda til Sydney for øvelser. Efter at have øvet nogle få scener, begyndte producerne at synes at hun var for ung til rollen. Ifølge Portman, synes de at det optagelserne så ud som om at DiCaprio var en "pædofil" her. Luhrmann var enig med producerne omkring aldersforskellen mellem de to skuespillere var for stor, men de havde svært ved at finde en anden skuespillerinde til rollen. Jennifer Love Hewitt blev næsten castet, men tabte rollen til Claire Danes fordi Luhrmann synes at hun ikke var "moderne" nok til rollen.

## Om filmen
Filmen indeholder blandt andet sangen Lovefool af The Cardigans og musik af The Wannadies.
Filmen fik forholdsvis gode anmeldelser og har opnået 70% på Rotten Tomatoes. Den blev en moderat publikumssucces i USA og indtjente $46 millioner i biograferne der. Den indtjente $101 millioner udenfor USA og endte med et totalt beløb på $147,5 millioner globalt.

## Album og sange
I forbindelse med filmen blev der udgivet et album med disse sange:
1. "#1 Crush" – Garbage
2. "Local God" – Everclear
3. "Angel" – Gavin Friday
4. "Pretty Piece of Flesh" – One Inch Punch
5. "Kissing You (Love Theme From Romeo & Juliet)" – Des'ree
6. "Whatever (I Had a Dream)" – Butthole Surfers
7. "Lovefool" – The Cardigans
8. "Young Hearts Run Free" – Kym Mazelle
9. "Everybody's Free (To Feel Good)" – Quindon Tarver
10. "To You I Bestow" – Mundy
11. "Talk Show Host" – Radiohead
12. "Little Star" – Stina Nordenstam
13. "You and Me Song" – The Wannadies

## Hæder
| Award                              | Category                   | Subject                                                         | Result    | Ref.   |
| ---------------------------------- | -------------------------- | --------------------------------------------------------------- | --------- | ------ |
| Academy Awards                     | Best Art Direction         | Art Direction: Catherine Martin; Set Decoration: Brigitte Broch | Nomineret | [ 4 ]  |
| Australian Film Institute Awards   | Best Foreign Film          | Baz Luhrmann and Gabriella Martinelli                           | Nomineret |        |
| Berlin International Film Festival | Golden Bear                | Baz Luhrmann                                                    | Nomineret | [ 5 ]  |
| Berlin International Film Festival | Alfred Bauer Prize         | Baz Luhrmann                                                    | Vundet    | [ 5 ]  |
| Berlin International Film Festival | Silver Bear for Best Actor | Leonardo DiCaprio                                               | Vundet    | [ 5 ]  |
| Blockbuster Entertainment Awards   | Favorite Actor – Romance   | Leonardo DiCaprio                                               | Vundet    | [ 6 ]  |
| Blockbuster Entertainment Awards   | Favorite Actress – Romance | Claire Danes                                                    | Vundet    | [ 6 ]  |
| British Academy Film Awards        | Best Direction             | Baz Luhrmann                                                    | Vundet    | [ 7 ]  |
| British Academy Film Awards        | Best Adapted Screenplay    | Baz Luhrmann and Craig Pearce                                   | Vundet    | [ 7 ]  |
| British Academy Film Awards        | Best Cinematography        | Donald McAlpine                                                 | Nomineret | [ 7 ]  |
| British Academy Film Awards        | Best Editing               | Jill Bilcock                                                    | Nomineret | [ 7 ]  |
| British Academy Film Awards        | Best Original Film Music   | Nellee Hooper, Craig Armstrong and Marius de Vries              | Vundet    | [ 7 ]  |
| British Academy Film Awards        | Best Production Design     | Catherine Martin                                                | Vundet    | [ 7 ]  |
| British Academy Film Awards        | Best Sound                 | Gareth Vanderhope, Rob Young and Roger Savage                   | Nomineret | [ 7 ]  |
| London Film Critics Circle Awards  | Film of the Year           | Romeo + Juliet                                                  | Nomineret |        |
| London Film Critics Circle Awards  | Director of the Year       | Baz Luhrmann                                                    | Nomineret |        |
| London Film Critics Circle Awards  | Actress of the Year        | Claire Danes                                                    | Vundet    |        |
| MTV Movie Awards                   | Best Movie                 | Romeo + Juliet                                                  | Nomineret | [ 8 ]  |
| MTV Movie Awards                   | Best Male Performance      | Leonardo DiCaprio                                               | Nomineret | [ 8 ]  |
| MTV Movie Awards                   | Best Female Performance    | Claire Danes                                                    | Vundet    | [ 9 ]  |
| MTV Movie Awards                   | Best Kiss                  | Claire Danes and Leonardo DiCaprio                              | Nomineret | [ 8 ]  |
| MTV Movie Awards                   | Best On-Screen Duo         | Claire Danes and Leonardo DiCaprio                              | Nomineret | [ 8 ]  |
| MTV Movie Awards                   | Best Song from a Movie     | "#1 Crush" by Garbage                                           | Nomineret | [ 8 ]  |
| Saturn Awards                      | Best Costume Design        | Kym Barrett                                                     | Nomineret | [ 10 ] |